# Christopher Hogwood
Sir Christopher Jarvis Haley Hogwood (ur. 10 września 1941 w Nottingham, zm. 24 września 2014 w Cambridge) – angielski dyrygent, klawesynista i teoretyk muzyki.
Studiował muzykę i filologię klasyczną w Pembroke College na Uniwersytecie w Cambridge, dyrygenturę u Raymonda Lepparda, Thurstona Darta, później także Rafaela Puyana i Gustava Leonhardta. Przebywał na rocznym stypendium w Pradze.
W 1967 założył z Davidem Munrowem zespół Early Music Consort of London, a w 1973 – Academy of Ancient Music specjalizującą się w wykonawstwie historycznym. Early Music Consort zostało rozwiązane po śmierci Munrowa w 1976. Na stanowisku dyrygenta Academy of Ancient Music w 2006 zastąpił go Richard Egarr.
Dokonał licznych nagrań solowych na klawesynie (Louis Couperin, Johann Sebastian Bach, William Byrd). Posiadał własną kolekcję historycznych instrumentów.
Od 1992 Hogwood był profesorem wykonawstwa muzyki dawnej w Royal Academy of Music w Londynie. Był także honorowym profesorem Uniwersytetu w Cambridge, profesorem wizytującym w King’s College London oraz honorowym członkiem Jesus College i Pembroke College. W 1989 został komandorem Orderu Imperium Brytyjskiego (CBE).